# Russel Manners Gordon
Russel Manners Gordon, primeiro e único conde de Torre Bela (Funchal, 23 de outubro de 1829 – Funchal, 6 de abril de 1906), foi um militar e nobre anglo-português. Era, por casamento, 3.º visconde consorte da Torre Bela.
Filho de James David Webster Gordon e de Theodosia Arabella Pollock.
Casou-se com a 3.ª viscondessa da Torre Bela, Filomena Gabriela Brandão Henriques de Noronha, em St. John's Wood Westminster, Londres, aos 15 de Setembro de 1857, com autorização régia, o que lhe garantiu o título de 3.º visconde consorte. Mais tarde, por decreto de 6 de Setembro de 1894, haveria de ser elevado à grandeza do Reino como conde da Torre Bela. Tiveram três filhos:
1. Mary Arabela Ella Kenmure Correia Gordon  (1861).
2. Isabel Constânça  Gordon  (1863), que se casou em primeiras núpcias com o barão Charles van Beneden e em segundas com Joseph Gabriel Edward Francis Bolger, nascido em Dublin em 1858.
3. James Murray Kenmure Correia Gordon, 4.º visconde  da Torre Bela.